# Ixíon (Ribera)
Ixíon és un quadre del pintor espanyol Josep de Ribera, signat i datat en 1632. Es tracta d'un oli sobre llenç de temàtica mitològica, amb unes dimensions de 220 × 301 cm. Es conserva al Museu del Prado de Madrid.

## Història
El quadre pertany a una sèrie de quatre teles que representen els suplicis soferts pels gegants de la mitologia grega; Tici, Sísif, Tàntal i Ixíon, a qui Zeus va castigar per diversos crims. D'esta sèrie de quatre (Ribera va realitzar almenys una altra més amb el mateix tema de la qual només es conserven els esbossos) han arribat fins als nostres dies les teles de Tici i Ixíon, ambdues al Museu del Prado.
No es coneix amb exactitud qui va fer l'encàrrec del treball a Ribera i la primera constància documental que es té és la seua compra en 1634 a la Marquesa de Charela per part del pronotari d'Aragó, Jerónimo de Villanueva per a la decoració del palau del Buen Retiro. No obstant això, per les seues grans dimensions i el tema de les obres (interpretades com la justícia implacable que recaurà sobre els arrogants que atempten contra el poder regnant) es té gairebé la total certesa que es tracta d'un encàrrec de la mateixa Casa Reial. Les obres van romandre sense interrupció al Palau del Buen Retiro fins al segle xviii i poc després van entrar a formar part de la col·lecció del Prado.

## Descripció i estil
Després de matar el seu sogre Deíon, Ixíon progenitor de la raça dels centaures, és avorrit i menyspreat per tots. Demana llavors perdó a Zeus que s'apiada d'ell i el convida a la taula dels déus però Ixíon, lluny de mostrar-se agraït, tracta de seduir la dona de Zeus, Hera. Zeus enfuriat mata amb un raig Ixíon i l'envia a l'Hades on és nugat amb lligadures de serps a una roda i condemnat a girar eternament.
En l'obra, el gegant lligat de cap per avall, sembla eixir de la foscor i desplomar-se sobre l'escena accentuant l'efecte de moviment rotatori de la roda que un botxí d'orelles punxegudes i gest feroç maneja des de baix.
Per a la realització d'esta obra, al contrari que amb Tici, Ribera no comptava amb massa referències doncs Ixíon no va ser un tema massa usat per pintors anteriors i del Ixíon realitzat per Ticià, en la seua sèrie dels condemnats a l'Hades, no quedava registre visual algun. Per això, en aquesta obra Ribera ens mostra la seua enorme saviesa i habilitat en el tractament del cos humà i la seua genial capacitat per a transmetre sentiments, com és el cas del botxí que observa directament l'espectador llançant una terrorífica mirada que ens adverteix del que ens pot succeir si caiem a les seues mans. És la mirada del botxí, més que el gest del condemnat, el que transmet la duresa del càstig. Un botxí, fruit totalment de la imaginació de Ribera i sense igual en la pintures sobre este tema, doncs en la tradició mitològica són les Eumènides (personificacions femenines de la venjança) les encarregades de dur a terme els càstigs.